# Weißbrusttukan

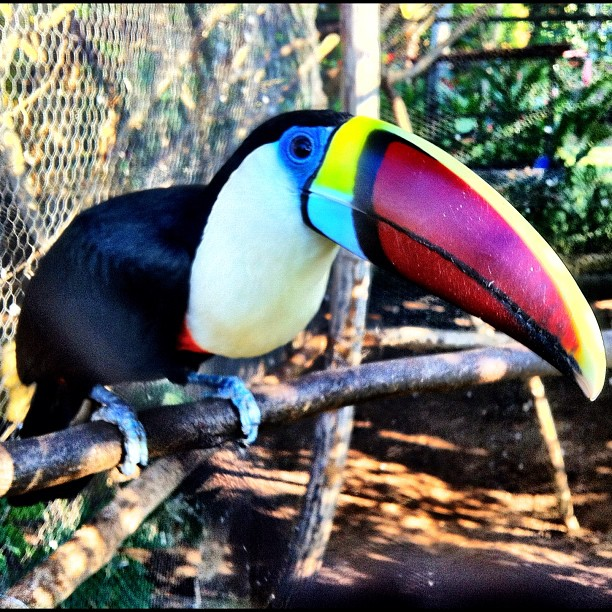
Nahaufnahme des Kopfes

Der Weißbrusttukan (Ramphastos tucanus) ist eine Vogelart aus der Familie der Tukane. Es werden mehrere Unterarten unterschieden. Der früher als eigenständige Art geführte Cuvier-Tukan wird seit einigen Jahren als Unterart des Weißbrusttukans eingestuft. Die IUCN stuft den Weißbrusttukan als nicht gefährdet (least concern) ein, genaue Bestandszahlen sind jedoch nicht bekannt.

## Erscheinungsbild

### Maße und Gewicht
Der Weißbrusttukan hat eine Körperlänge von 56 bis 61 Zentimetern. Die Flügellänge beträgt 20 bis 23 Zentimeter. Der Schnabel ist bei den Männchen der Nominatform zwischen 16, und 19,1 Zentimeter lang. Weibchen haben mit einer Länge von 12,4 bis 15,7 Zentimetern etwas kleinere Schnäbel. Männchen wiegen durchschnittlich 625 Gramm, die Weibchen 560 Gramm. Die Unterart R. t. cuvieri ist etwas größer. Bei ihr haben die Männchen bis zu 22 Zentimeter lange Schnäbel, die durchschnittliche Schnabellänge beträgt 18,7 Zentimeter. Die Unterart  R. t. inca liegt mit ihren Körpermaßen zwischen der Nominatform und R. t. cuvieri. Die durchschnittliche Schnabellänge der Männchen dieser Unterart beträgt 18,5 Zentimeter mit einer Bandbreite zwischen 16,7 und 20,6 Zentimetern.

### Gefieder und Schnabel
Das Körpergefieder adulter Weißbrusttukane ist von der Stirn bis zu den Schwanzfedern schwarz. Auch die Körperunterseite ist von der Brust bis zum Bauch schwarz. Die Oberschwanzdecken sind blass weißlich gelb bis zitronengelb. Die Unterschwanzdecken sind rot. Das Kinn, die Kehle und die Ohrdecken sind weiß bis cremefarben. Das frisch vermauserte Gefieder hat häufig einen gelblichen Schimmer. Ein kurzes und schmales rotes Band verläuft zwischen Kehle und Brust.
Der Schnabel ist sehr lang und der Oberschnabel gebogen. Die Schnabelbasis ist schwarz, der Unterschnabel zunächst hellblau. Der Oberschnabel ist zunächst grünlich-gelb, das gilt auch für den Rücken des Oberschnabels. Ein schwarzes Band verläuft über Ober- und Unterschnabel, davor ist das Schnabel violettbraun bis rotbraun. Bei einigen Unterarten hellt der Schnabel im vorderen Bereich fast bis zu einem Orangerot auf. Die unbefiederte Haut rund um die Augen ist blau bis grünblau und wird fast lilablau rund um die Augen. Die Augen sind braun. Die Beine und Füße sind individuell unterschiedlich blau gefärbt.
Jungvögel haben ein matteres Gefieder, das in der Farbaufteilung den adulten Vögeln gleicht. Allerdings ist der schwarze Gefiederanteil mehr rußschwarz bis bräunlich überwaschen. An der Kehle sind sie grundsätzlich etwas gelblicher. Ihre Unterschwanzdecken sind eher rosafarben oder leicht orange. Der Schnabel ist kurz. Die unbefiederte Gesichtshaut ist graublau, die Augen sind blau.

### Verwechslungsmöglichkeiten
Der Weißbrusttukan ist ein auffälliger, großer Tukan. Lediglich der Goldkehltukan sowie im Osten und Süden des Verbreitungsgebietes der Riesentukan haben eine dem Weißbrusttukan vergleichbare Körpergröße. Beide Arten haben jedoch eine Schnabelfärbung, die sich deutlich von der des Weißbrusttukans unterscheidet. Größer ist die Verwechslungsmöglichkeit mit dem Dottertukan, der allerdings deutlich kleiner ist. Das Verbreitungsgebiet des Weißbrusttukans überlappt sich mit dem Verbreitungsgebiet dieser Art im Westen.

## Verbreitungsgebiet

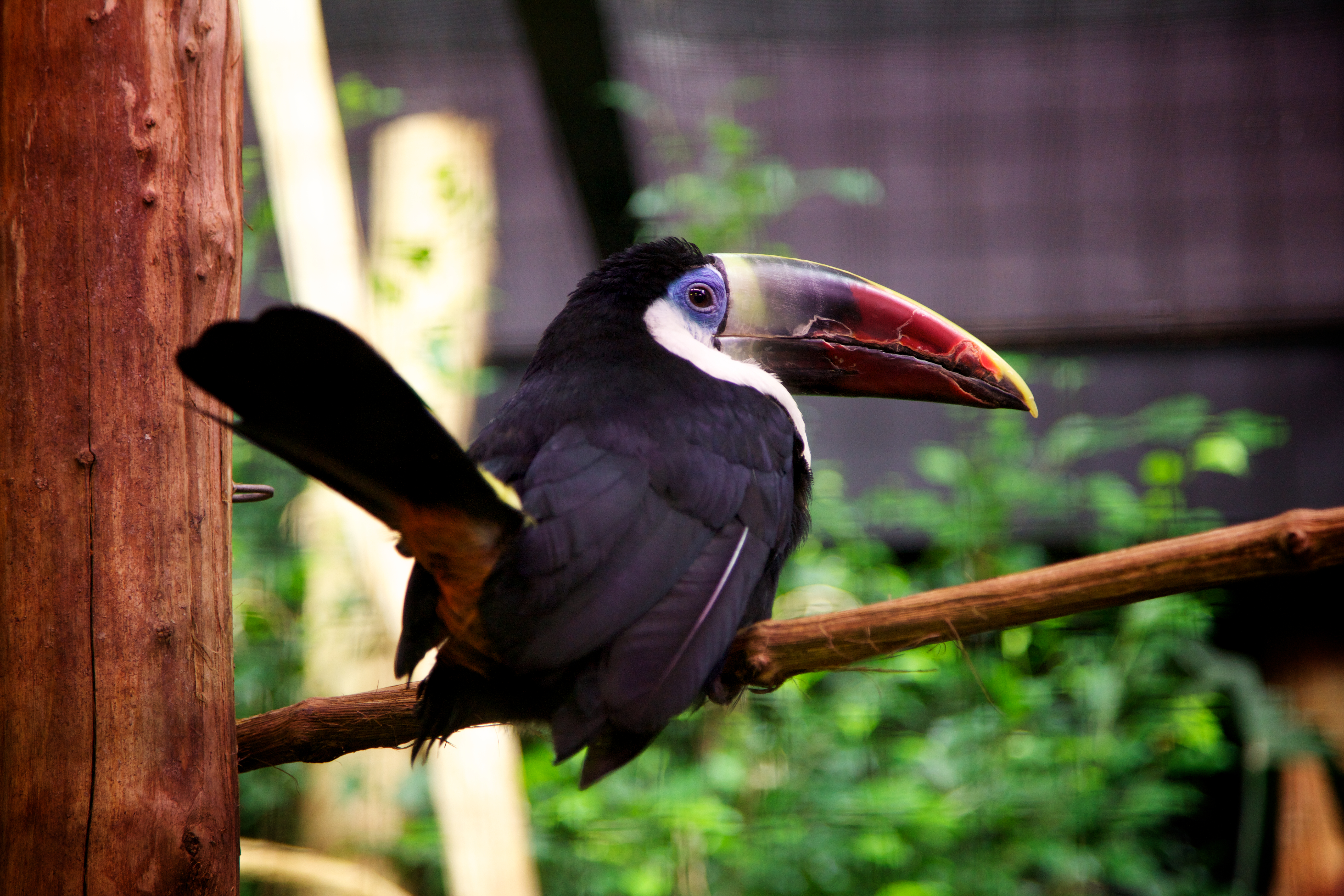
Rückseite

Der Weißbrusttukan kommt in tropischen Wäldern Südamerikas vor. Das Verbreitungsgebiet reicht vom Osten und Südosten Kolumbiens bis an den östlichen Rand der Anden. Es erstreckt sich über den Osten Ecuadors, den Osten Perus, den Norden und Osten Boliviens, den Westen Venezuelas bis nach Brasilien nördlich des Amazonas. Südlich des Amazonas kommt der Weißbrusttukan bis Rondônia und in den Südwesten des Mato Grosso vor.
In Ecuador kommt der Weißbrusttukan noch in Höhenlagen von 1200 Metern vor. In Bolivien wurde er noch in Höhen von 1350 Metern und in Guyana in 1437 Metern Höhe beobachtet.

## Lebensraum
Grundsätzlich ist der Weißbrusttukan ein Bewohner der Baumwipfel, der vor allem in Niederungswäldern zu finden ist. Vereinzelt reicht sein Lebensraum jedoch bis in den oberen Bereich tropischer Bergwälder. Er bevorzugt Wälder mit einer Wipfelhöhe von etwa fünfzig Metern, nutzt aber auch Wälder entlang von Flussläufen, die etwas niedriger bleiben. Er ist auch in Waldinseln inmitten neu abgeholzter Flächen, auf Kahlschlägen, Plantagen und an bewaldeten Seeufern zu beobachten. Gelegentlich wird er auch in Mangrovenwäldern und sogar urbanen Parkanlagen beobachtet.

## Nahrung und Nahrungserwerb

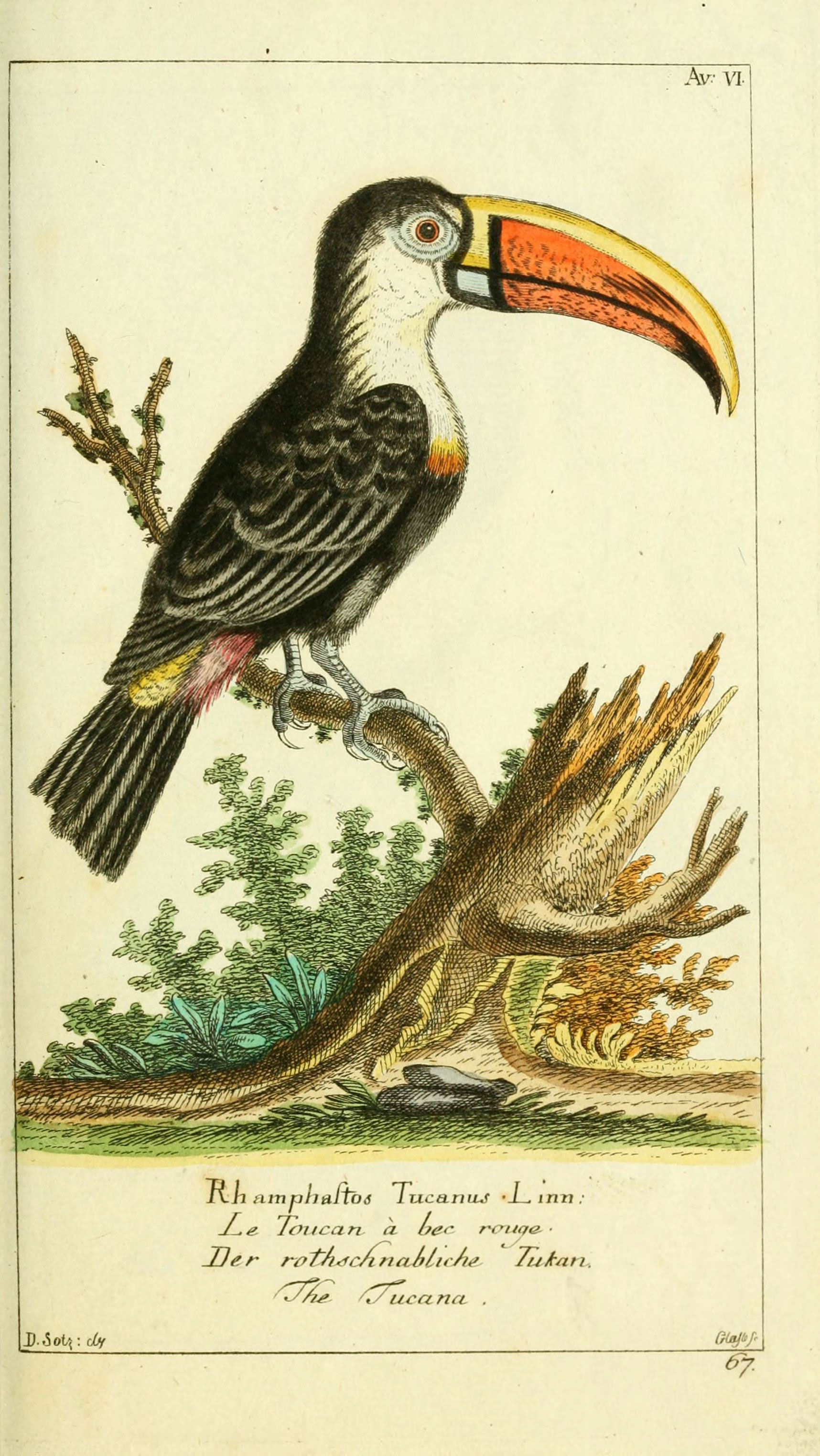
Bild von 1780

Weißbrusttukane leben gewöhnlich in Paaren oder in kleinen Trupps von bis zu sechs Vögeln. Gelegentlich werden jedoch auch Trupps beobachtet, die bis zu Individuen umfassen. Sie fressen gewöhnlich Früchte verschiedener Bäume. Zum Nahrungsspektrum gehören Früchte von Muskatnuss-, Palmen- und Lorbeergewächse sowie Früchte von kultivierten Jambulbäumen. Bei in Gefangenschaft gehaltenen Vögeln hat man eine allgemeine Vorliebe für tierische Nahrung festgestellt und auch in freier Wildbahn fressen Weißbrusttukane Zikaden, Käfer, Raupen, schwärmende Termiten und Eidechsen. Der Weißbrusttukan ist außerdem ein ausgesprochener Nesträuber. Ähnlich wie Riesentukane rauben Weißbrusttukane die Eier und Nestlinge von Gelbrücken-Stirnvögeln. In der Regel konzentrieren sie sich auf kleinere Kolonien, wo nur wenige Vögel dieser Art die Nester verteidigen. Sie rauben außerdem die Nester vom Schwefeltyrann, vom Rotscheitel-Maskentyrann und vom Starkschnabel-Maskentyrann aus. Einzeln brütende Stirnvögel wie der Breithauben-Stirnvogel sind zwar groß genug, um ihre Nester erfolgreich zu verteidigen, der Weißbrusttukan vertreibt diese Vögel jedoch aus fruchttragenden Bäumen. Weißbrusttukane sind sehr schnelle Jäger, die aufmerksam auf fliegende oder fallende Objekte reagieren. Bei einem in Gefangenschaft gehaltenen Weißbrusttukan wurde beobachtet, wie dieser einen Stieglitz im Flug fing und tötete. Während der Nahrungssuche hüpft der Weißbrusttukan von Ast zu Ast, pflückt die Früchte von den Zweigen und wirft sie gewöhnlich durch ein Zurückwerfen des Kopfes in den Schnabel. Große Früchte hält er mit einem Fuß fest und reißt Stücke heraus. In Guyana ist er der dominierende Früchtefresser, der alle anderen Vogelarten mit Ausnahme des Dottertukans verjagt. Zu den erfolgreich verjagten Vögeln zählen Papageien, Trogone, Spechte, Drosseln, Tangaren und Finken.
Nach dem Fressen reibt der Weißbrusttukan den Schnabel an Ästen oder verwendet die Füße, um den Schnabel von Nahrungspartikeln zu reinigen.

## Fortpflanzung
Partnervögel berühren sich gelegentlich an den Schnabelspitzen und gehen dann zu einer gegenseitigen Gefiederpflege über. Dabei wird insbesondere die unbefiederte Gesichtshaut beknabbert und gereinigt. Gegenseitiges Füttern kommt gleichfalls regelmäßig vor. In der Regel reicht das Männchen dem Weibchen Futter, sehr häufig reicht sie dieses wieder zurück. Das Nest befindet sich gewöhnlich in einer natürlichen Baumhöhle. Paare, die erfolgreich im Vorjahr gebrütet haben, nutzen häufig wieder dieselbe Bruthöhle.
Das Gelege besteht aus zwei bis drei weißschaligen Eiern. Die Brutzeit variiert abhängig von der geographischen Breite. In Bolivien fällt die Fortpflanzungszeit in die Monate Februar bis Oktober. In Peru fällt sie dagegen in den Zeitraum Mai bis August. Die Brut wird bereits nach der Ablage des ersten Eis begonnen. Beide Elternvögel sind daran beteiligt. Die adulten Vögel sind während der Nistzeit sehr scheu und nähern sich der Bruthöhle nur vorsichtig und unter Ausnutzung der Deckung. Die Brutzeit dauert im Mittel 15,3 Tage. Frisch geschlüpfte Weißbrusttukane sind zunächst nackt und rosafarben und haben die Augen noch geschlossen. Die Schalen der Eier werden von den Elternvögel aus der Bruthöhle entfernt. Während der ersten zwei Lebenswochen werden die Nestlinge von den Elternvögeln gehudert, wobei das Weibchen eine längere Zeit in der Bruthöhle ist als das Männchen. Beide Elternvögel füttern die Jungvögel. Sie bringen sowohl Früchte als auch tierische Nahrung heran. Ab dem 29. Lebenstag öffnen die Nestlinge die Augen, am 34. Lebenstag sind sie mit Federn bedeckt und ab dem 39. Lebenstag kommen sie zum Eingang der Bruthöhle, wenn die Elternvögel Futter heranbringen. Sie verlassen in einem Alter von 48 bis 49 Tagen die Bruthöhle und kehren nach dem Ausfliegen nicht mehr dorthin zurück.

## Prädation
Der Weißbrusttukan wird von indigenen Völkern Südamerikas als Nahrungsressource gejagt. Sie treiben ihn dabei so lange, bis dieser erschöpft auf den Boden kommt. Der Weißschulterkapuziner frisst Eier und Junge des Weißbrusttukans.

## Haltung
Der Weißbrusttukan wurde bereits 1871 im Londoner Zoo gezeigt. Er wird bis heute häufig in Zoologischen Gärten und Vogelparks gehalten – wenn auch nicht ganz so häufig wie der noch größere Riesentukan. In den Vereinigten Staaten von Amerika wird die Art sogar für den Heimtierhandel gezüchtet. Die Welterstzucht gelang 1984 einem kalifornischen Privathalter.

## Belege

### Einzelbelege
1. 1 2  BirdLife International: Species Factsheet – Red-billed Toucan (Ramphastos tucanus). Abgerufen am 6. März 2022.
2. ↑   Lantermann, S. 191
3. 1 2 3   Short et al., S. 423
4. ↑   Short et al., S. 422
5. ↑   Short et al., S. 425
6. 1 2 3 4   Short et al., S. 426
7. 1 2   Short et al., S. 427
8. ↑   Short et al., S. 428
9. ↑   Lantermann, S. 194
10. ↑   Lantermann, S. 195